# Lee Hye-Youn
Dans ce nom coréen, le nom de famille, Lee, précède le nom personnel Hye-Youn.
Lee Hye-Youn est une chanteuse lyrique sud-coréenne, soprano.

## Carrière à l'opéra
Elle réside à Londres. Elle est choisie par The Independent on Sunday comme « Face to Watch » dans Classical Music 2013. Elle est membre des Jeunes Voix du Rhin à l'Opéra national du Rhin de Strasbourg, et de L’Atelier Lyrique à l'Opéra national de Paris. Lee étudie également à Berlin avec Renate Krahmer et Julia Varady et travaille désormais avec Robert Dean.
Parmi ses prestations récentes, il y a Mimì dans La bohème au Teatro Verdi de Trieste, Donna Anna Don Giovanni pour l'Opéra national de Bergen, Cio-Cio-San dans Madame Butterfly au Teatro São Carlos de Lisbonne, Desdémone dans l'Otello de Rossini au Al Bustan Festival. En 2014, elle triomphe comme Violetta de La Traviata pour Opera North et pour Cio-Cio-San de Madame Butterfly pour le Scottish Opera. À l'été 2012, elle interprète Blanche de la Force dans le Dialogue des Carmélites et débute avec le Philharmonia Orchestra en chantant Coleridge-Taylor Le Chant de Hiawatha. Elle joue aussi Elettra de Idomeneo et Cio-Cio-San de Madame Butterfly pour le Grange Park Opera (en) et Lisette de La rondine pour l'Opéra national de Finlande. Elle est acclamée pour son début comme Marie dans La Fille du régiment pour le Korn / Ferry Opera Holland Park en 2008.
Elle joue Lucia de Lammermoor pour l'Opéra du Rhin, Oscar de Un ballo in maschera pour le même Opéra de Strasbourg et dans Parsifal.